# Río Serrano (Duero)
El río Serrano nace en el Cerro del Aventadero, en la Sierra de Ayllón, a casi 2.000 m de altura. Este se encuentra cerca de La Pinilla, provincia de Segovia.
Atraviesa las localidades de Soto de Sepúlveda, Castillejo de Mesleón, Corralejo, El Olmo, Villarejo y La Serna de Duratón hasta que muere desembocando en el Duratón, por su derecha. Recorre en total unos 30 km aproximadamente.

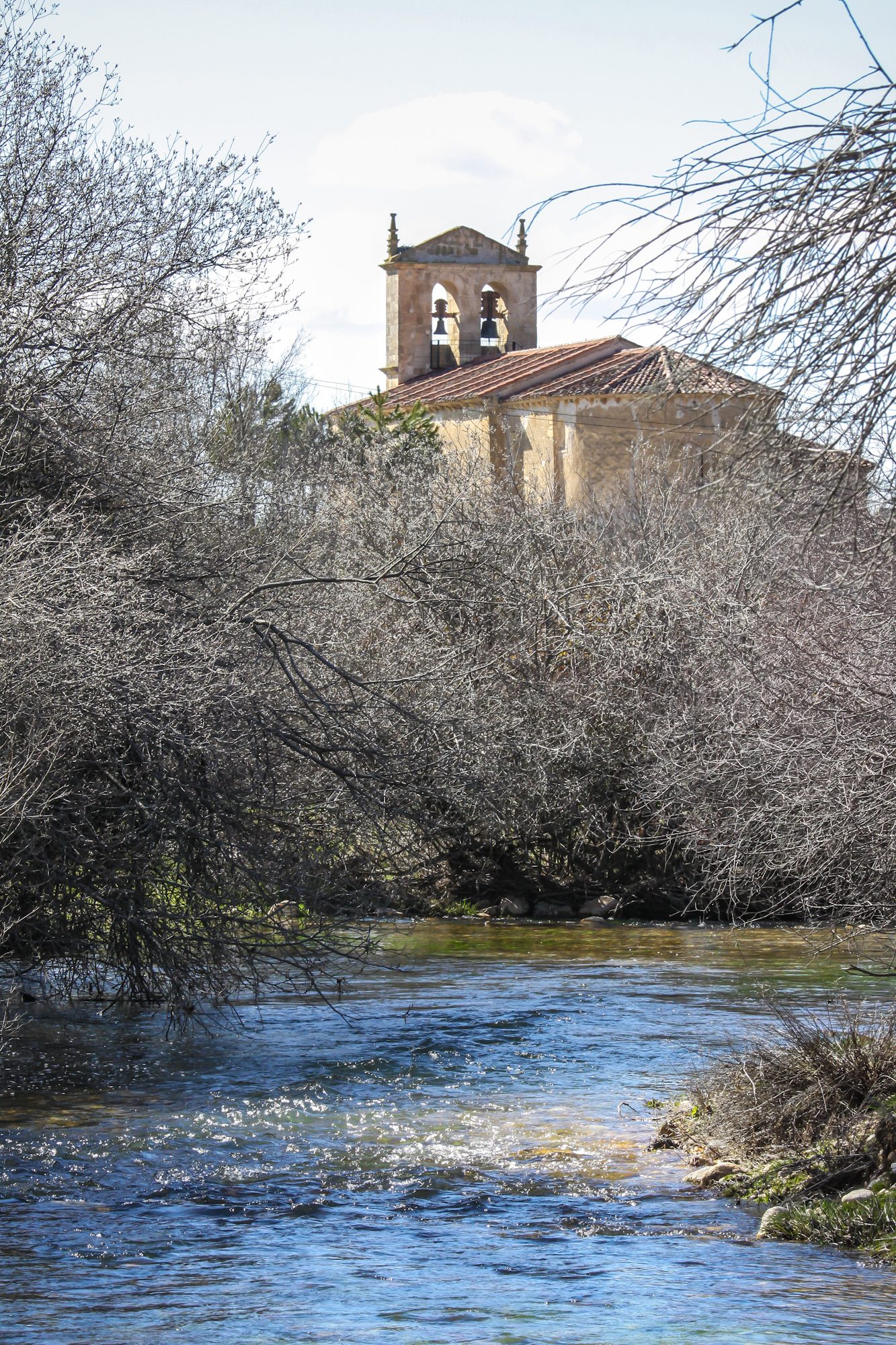
Vista del río Serrano junto a la iglesia de Sotos de Sepúlveda

- Datos: Q105659007